# 李實 (隆慶進士)
李實（1544年—？年），字若虛，號虚谷，四川瀘州人，民籍，治《書經》。

## 生平
正月十九日生，行一。由州學增廣生中式隆慶四年（1570年）庚午科四川鄉試第五十九名舉人，年二十八歲中式隆慶五年（1571年）辛未科會試中式第三百八十四名，第三甲第六十名進士。刑部觀政，授湘潭知县，调平湖县，萬曆五年（1577年）閏八月选授吏科給事中，七年五月升兵科右，八年升处州府知府，十一年十一月升陕西按察司副使，丁憂歸。

## 家族
曾祖李宗盛，歲貢生；祖李鍪，知縣贈監察御史；父李惟康；母閔氏。具慶下，妻吳氏，兄門；教；誾；墀；湘，弟渶完；淯；宣墅；宸宁；寶察。